# Mir Wais Hotak
Mir Wais Khan Hotak (* 1673; † 1715) war ein paschtunischer Stammesführer der Ghilzai aus Kandahar, der die Hotaki-Dynastie gründete, welche Persien von 1722 bis 1729 beherrschte. 

## Leben
Mir Wais war der Sohn des Muhammad Bakirs und der Nazo Tokhi, der ihm die Führung eines der Ghilzai Clans vererbte. Er besuchte den persischen Königshof in Isfahan und erkannte dessen militärische Schwäche. Die paschtunischen Stämme litten unter den herrschenden Safawiden, weil diese unentwegt versuchten, die sunnitischen Paschtunen zum schiitischen Islam zu konvertierten. 1709 organisierte Mir Wais eine bewaffnete Gruppe gegen Gurgin Khan, den georgischstämmigen Gouverneur der Safawiden in Kandahar. Gurgin Khan wurde getötet und die Hotakis übernahmen die Kontrolle über die Stadt. Dann besiegte Mir Wais erfolgreich eine große persische Armee, die ausgeschickt wurde, um die Ordnung wiederherzustellen. Mir Wais blieb bis zu seinem Tod 1715 an der Macht. Danach wurde erst sein Bruder Abdul Aziz Hotak, zwei Jahre später sein Sohn Mir Mahmud Hotaki der Nachfolger. Dieser nutzte die Schwäche der persischen Schahs aus und eroberte den ganzen östlichen Teil des persischen Reiches, während die Osmanen die westliche Hälfte einnahmen.